# Patrick Erras
Patrick Erras (Amberg, 21 januari 1995) is een Duits voetballer die doorgaans speelt als defensieve middenvelder. In 2015 maakte hij zijn debuut in het betaald voetbal in de 2. Bundesliga voor 1. FC Nürnberg. In juli 2021 verhuisde hij van Werder Bremen naar Holstein Kiel waar hij nog steeds onder contract staat.

## Clubcarrière

### Jeugd
Erras begon zijn voetbalcarrière in 2000 bij SV Raigering. In 2007 sloot hij zich aan bij de jeugdopleiding van 1. FC Nürnberg, waar hij de verschillende jeugdteams doorliep. In het seizoen 2011/12 kwam hij uit voor de onder-17. Op 13 augustus maakte hij zijn debuut in deze leeftijdscategorie in een met 2-1 gewonnen wedstrijd tegen SC Freiburg -17. Hij bracht de stand in de 13e minuut op 2-0 en maakte daarmee zijn eerste doelpunt in deze leeftijdscategorie. Met Nürnberg eindigde hij dat seizoen als eerste in de regio Süd/Südwest en bereikte hij landelijk de halve finale, waarin werd verloren van VfB Stuttgart -17. Een seizoen later speelde hij voor de onder-19 onder leiding van René van Eck. In zijn debuutwedstrijd tegen Stuttgarter Kickers –19 scoorde hij beide doelpunten in een met 2-2 gelijkgespeeld uitduel. Twee seizoenen later maakte hij de overstap naar de seniorenselectie. Bij Nürnberg speelde hij in de jeugd samen met onder anderen Niklas Stark, Tobias Pachonik en Pascal Köpke. 

### 1 FC Nürnberg
In het seizoen 2013/14 maakte Erras als A-junior zijn debuut bij de senioren. Op 26 april 2014 speelde hij voor het tweede elftal in de Regionalliga Bayern tegen het tweede elftal van TSV 1860 München. Hij begon in de basis en speelde de volledige 90 minuten in het met 2-1 verloren uitduel. In het seizoen 2014/15 werd hij opgenomen in de selectie van het tweede elftal en groeide hij direct uit tot een vaste waarde met 28 basisplaatsen. Op 15 augustus 2014 maakte hij zijn eerste doelpunt bij de senioren in een thuiswedstrijd tegen 1. FC Schweinfurt 05; in het met 3-1 verloren duel bracht hij in de 43e minuut de stand op 1-3. Op 13 september 2015 zat Erras voor het eerst bij de wedstrijdselectie van het eerste elftal in een uitwedstrijd tegen Greuther Fürth in de 2. Bundesliga. Hij kwam toen niet in actie. Op 17 oktober 2015 maakte hij zijn debuut in het eerste elftal in een thuiswedstrijd tegen FSV Frankfurt. Hij startte in de basis en speelde de volledige wedstrijd, die in 1-1 eindigde. In de wedstrijden daarna bleef hij basisspeler en op 7 november maakte hij zijn eerste doelpunt voor het eerste elftal in de uitwedstrijd tegen 1. FC Union Berlin. Eind december 2015 verlengde hij zijn contract bij Nürnberg. In maart 2016 scheurde Erras tijdens een training een kruisband. Op 14 mei 2017 maakte hij in de 33e competitieronde van het seizoen 2016/17 zijn rentree in de thuiswedstrijd tegen Fortuna Düsseldorf.  Nadat hij een week eerder al speelminuten had gemaakt bij het tweede elftal, viel hij in de 81e minuut in.[8] 
Voor aanvang van het seizoen 2017/18 verlengde Erras zijn contract bij Nürnberg. In dat seizoen brak hij definitief door met 19 basisplaatsen. Aan het einde van het seizoen scheurde hij de binnenband van zijn rechterknie. Nürnberg eindigde als tweede en promoveerde na vier jaar terug naar de Bundesliga. Dankzij een voorspoedige revalidatie sloot Erras bij de start van het seizoen 2018/19 weer aan bij de selectie. In de openingswedstrijd tegen Hertha BSC maakte hij zijn debuut in de Bundesliga; hij viel kort voor tijd in voor Robert Bauer. Een basisplaats wist hij aanvankelijk niet te veroveren. Na het vertrek van trainer Michael Köllner en de komst van Boris Schommers werd hij vanaf de 24e speelronde basisspeler. Nürnberg sloot het seizoen af als achttiende en degradeerde na één jaar uit de Bundesliga. In het daaropvolgende seizoen wist de club maar net degradatie naar de 3. Liga te voorkomen. In de play-offs werd FC Ingolstadt 04 verslagen. Erras besloot zijn contract niet te verlengen en vertrok na dertien jaar bij Nürnberg transfervrij naar Werder Bremen.

### Werder Bremen
In juni 2020 tekende Erras op 25-jarige leeftijd een contract bij Werder Bremen. Op 12 september maakte hij zijn debuut in de eerste ronde van de DFB-Pokal tegen Carl Zeiss Jena.  Hij begon in de basis en werd in de rust vervangen door Davy Klaassen in de met 2-0 gewonnen wedstrijd. Bij Werder Bremen wist Erras mede door blessures geen vaste plek in het eerste elftal te veroveren; hij kwam vier keer als invaller in actie in de competitie en speelde in totaal 23 minuten. Na één seizoen vertrok hij naar Holstein Kiel.

### Holstein Kiel
Op 21 juli 2021 werd bekend dat Erras voor circa 250.000 euro de overstap maakte naar Holstein Kiel, waar hij een contract tot medio 2024 tekende. Op 25 juli debuteerde hij in de uitwedstrijd tegen FC St. Pauli. Hij speelde de volledige 90 minuten in het met 3-0 verloren duel. In zijn eerste seizoen kwam hij tot zeven basisplaatsen, omdat hij de concurrentiestrijd met Aleksandar Ignjovski verloor. Met de komst van trainer Marcel Rapp kreeg hij meer speelminuten en werd hij in het seizoen 2022/23 een vaste waarde. Op 11 februari 2023 maakte hij zijn eerste doelpunt voor Kiel in de thuiswedstrijd tegen 1. FC Magdeburg; hij opende in de 33e minuut de score na een voorzet van Hólmbert Friðjónsson in een duel dat met 2-3 verloren ging.
In het seizoen 2023/24 begon Erras als basisspeler, maar brak hij medio september een teen, waardoor hij twee maanden uitviel. Op 26 november maakte hij zijn rentree in de uitwedstrijd tegen 1. FC Kaiserslautern. In februari 2024 verlengde hij zijn contract tot 2026. Aan het einde van het seizoen promoveerde Kiel voor het eerst in de clubgeschiedenis naar de Bundesliga door als tweede te eindigen.
Het seizoen 2024/25  verliep voor Erras en Holstein Kiel moeizaam. Pas in de negende speelronde werd de eerste overwinning geboekt, dankzij een doelpunt van Erras in de thuiswedstrijd tegen 1. FC Heidenheim 1846. Hij scoorde in de 28e minuut na een voorzet van Max Geschwill; het duel eindigde in 1-0. In december raakte Erras geblesseerd door een hersenschudding, waardoor hij de rest van het seizoen niet meer in actie kwam. Kiel degradeerde na één jaar uit de Bundesliga en keerde terug naar de 2. Bundesliga.

## Clubstatistieken
| Seizoen                     | Club              | Competitie          | Competitie | Competitie | Beker | Beker | Internationaal | Internationaal | Overig | Overig | Totaal | Totaal |
| Seizoen                     | Club              | Competitie          | Wed.       | Dlp.       | Wed.  | Dlp.  | Wed.           | Dlp.           | Wed.   | Dlp.   | Wed.   | Dlp.   |
| --------------------------- | ----------------- | ------------------- | ---------- | ---------- | ----- | ----- | -------------- | -------------- | ------ | ------ | ------ | ------ |
| 2013/14                     | 1. FC Nürnberg II | Regionalliga Bayern | 1 *        | 0          | –     | –     | –              | –              | –      | –      | 1      | 0      |
| 2014/15                     | 1. FC Nürnberg II | Regionalliga Bayern | 30         | 2          | –     | –     | –              | –              | –      | –      | 30     | 2      |
| 2015/16                     | 1. FC Nürnberg II | Regionalliga Bayern | 12         | 1          | –     | –     | –              | –              | –      | –      | 12     | 1      |
| 2015/16                     | 1. FC Nürnberg    | 2. Bundesliga       | 16         | 5          | 1     | 0     | –              | –              | –      | –      | 17     | 5      |
| 2016/17                     | 1. FC Nürnberg    | 2. Bundesliga       | 2          | 0          | –     | –     | –              | –              | 1      | 0      | 3      | 0      |
| 2017/18                     | 1. FC Nürnberg    | 2. Bundesliga       | 23         | 1          | 2     | 0     | –              | –              | –      | –      | 25     | 1      |
| 2018/19                     | 1. FC Nürnberg    | Bundesliga          | 19         | 0          | –     | –     | –              | –              | –      | –      | 19     | 0      |
| 2019/20                     | 1. FC Nürnberg    | 2. Bundesliga       | 22         | 3          | 1     | 0     | –              | –              | –      | –      | 23     | 3      |
| 2020/21                     | Werder Bremen     | Bundesliga          | 4          | 0          | 3     | 0     | –              | –              | –      | –      | 7      | 0      |
| 2021/22                     | Holstein Kiel     | 2. Bundesliga       | 19         | 0          | 2     | 0     | –              | –              | –      | –      | 21     | 0      |
| 2022/23                     | Holstein Kiel     | 2. Bundesliga       | 27         | 1          | 1     | 0     | –              | –              | –      | –      | 28     | 1      |
| 2023/24                     | Holstein Kiel     | 2. Bundesliga       | 24         | 1          | 1     | 0     | –              | –              | –      | –      | 25     | 1      |
| 2024/25                     | Holstein Kiel     | Bundesliga          | 10         | 1          | 2     | 0     | –              | –              | –      | –      | 12     | 1      |
| Carrière totaal             | Carrière totaal   | Carrière totaal     | 209**      | 15         | 13    | 0     | –              | –              | 1 ***  | 0      | 223    | 15     |
| Bijgewerkt tot 18 juni 2025 |                   |                     |            |            |       |       |                |                |        |        |        |        |

* In het seizoen 2013/14 speelde Erras als A-junior één wedstrijd voor het tweede elftal van 1. FC Nürnberg;
** In het seizoen 2019/20 speelde hij twee play-offwedstrijden voor 1. FC Nürnberg om lijfsbehoud in de 2. Bundesliga veilig te stellen;
*** In het seizoen 2016/17 speelde hij als speler van het eerste elftal één wedstrijd mee met het tweede elftal van 1. FC Nürnberg in de Regionalliga Bayern.